# Ганнібал Сегестед
Ганнібал Сегестед (16 листопада 1842 — 19 вересня 1924) — данський політик, голова Ради з 1900 до 1901 року. Був останнім главою уряду, якого призначив король без погодження з парламентом.
1. 1 2  Dansk Biografisk Leksikon, 3. udgave — 3 — 1984.